# Michel Bastos
Michel Bastos (Pelotas, Río Grande del Sur, Brasil, 2 de agosto de 1983) es un exfutbolista brasileño que fue profesional entre 2001 y 2019. Jugaba como interior izquierdo y su último equipo fue el América Mineiro de Brasil.
Michel Bastos se ganó el respeto de casi todos los amantes del fútbol en Francia, pues pese a su condición de lateral y mediocampista por la izquierda, contó con una gran facilidad para llegar al gol y asistir a sus compañeros.[cita requerida]

## Selección nacional
A pesar de haberse dado a conocer en las principales ligas de Europa, no fue hasta su llegada al Olympique Lyonnais la que significó un parteaguas en la carreta internacional de Bastos. Durante muchos años la presencia de Roberto Carlos en el seleccionado brasileño con el puesto de lateral izquierdo asegurado, ocasionaron que Michel Bastos no fuera considerado para integrar a la «Verde-amarela» durante varios años. Con la llegada de Dunga al timón del seleccionado amazónico, y con la convicción de renovar las filas del cinco veces campeón del mundo, Michel Bastos vio sus primeros minutos vistiendo la «canarinha» en un partido amistoso en contra de Inglaterra durante el 2009. Bastos comenzó el partido y se afianzó en la lateral de la izquierda. Sus llamados al seleccionado brasileño se fueron repitiendo y acumuló un par de convocatorias para partidos amistosos, lo que lo llevó a integrar al equipo brasileño que encaró los partidos de preparación rumbo al Mundial de Sudáfrica 2010. En mayo de 2010, se entregó la lista definitiva de 23 jugadores que asistirían a la justa mundialista en representación de Brasil. En ella figuraba Michel Bastos como sorpresa en la línea defensiva, lo cual provocó polémica en los diversos medios de comunicación brasileños e internacionales, los cuales alegaban que la carrera internacional de Bastos era demasiado corta para enfrentar un Mundial, y mucho menos en el llamado "Grupo de la muerte", integrado por Brasil, Portugal, Costa de Marfil y Corea del Norte. Las críticas a Dunga comenzaron a partir de su convocatoria, dichas críticas exigían la presencia de Roberto Carlos en el combinado nacional, así como de otros jugadores de renombre en la misma posición, caso de Marcelo y Maxwell, entre otros. Con todo y las críticas, Michel Bastos ocupó el puesto titular de lateral izquierdo en el conjunto brasileño que disputó el Mundial de Sudáfrica 2010, y sorprendió con sus buenas actuaciones.

### Participaciones en Copas del Mundo
| Mundial           | Sede      | Resultado        | Partidos | Goles |
| ----------------- | --------- | ---------------- | -------- | ----- |
| Copa Mundial 2010 | Sudáfrica | Cuartos de final | 5        | 0     |

## Clubes
| Club                         | País                | Año                 | Partidos | Goles |
| ---------------------------- | ------------------- | ------------------- | -------- | ----- |
| EC Pelotas                   | Brasil              | 2001-2002           | 1        | 0     |
| Excelsior Rotterdam (cedido) | Países Bajos        | 2002-2003           | 28       | 0     |
| Atlético Paranaense          | Brasil              | 2003-2006           | 10       | 0     |
| Grêmio (cedido)              | Brasil              | 2004                | 18       | 4     |
| Figueirense (cedido)         | Brasil              | 2005                | 34       | 10    |
| Lille                        | Francia             | 2006-2009           | 101      | 26    |
| Olympique de Lyon            | Francia             | 2009-2013           | 141      | 33    |
| Schalke 04 (cedido)          | Alemania            | 2013                | 16       | 5     |
| Al-Ain                       | EAU                 | 2013-2014           | 18       | 5     |
| Roma (Cedido)                | Italia              | 2014                | 17       | 1     |
| São Paulo                    | Brasil              | 2014-2016           | 120      | 22    |
| Palmeiras                    | Brasil              | 2017-2018           | 24       | 0     |
| Sport Recife (cedido)        | Brasil              | 2018                | 23       | 4     |
| América Mineiro              | Brasil              | 2019                | 1        | 0     |
| Total en su carrera          | Total en su carrera | Total en su carrera | 552      | 110   |

## Palmarés

### Campeonatos nacionales
| Título               | Club              | País    | Año  |
| -------------------- | ----------------- | ------- | ---- |
| Copa de Francia      | Olympique de Lyon | Francia | 2012 |
| Supercopa de Francia | Olympique de Lyon | Francia | 2012 |